# Igelström

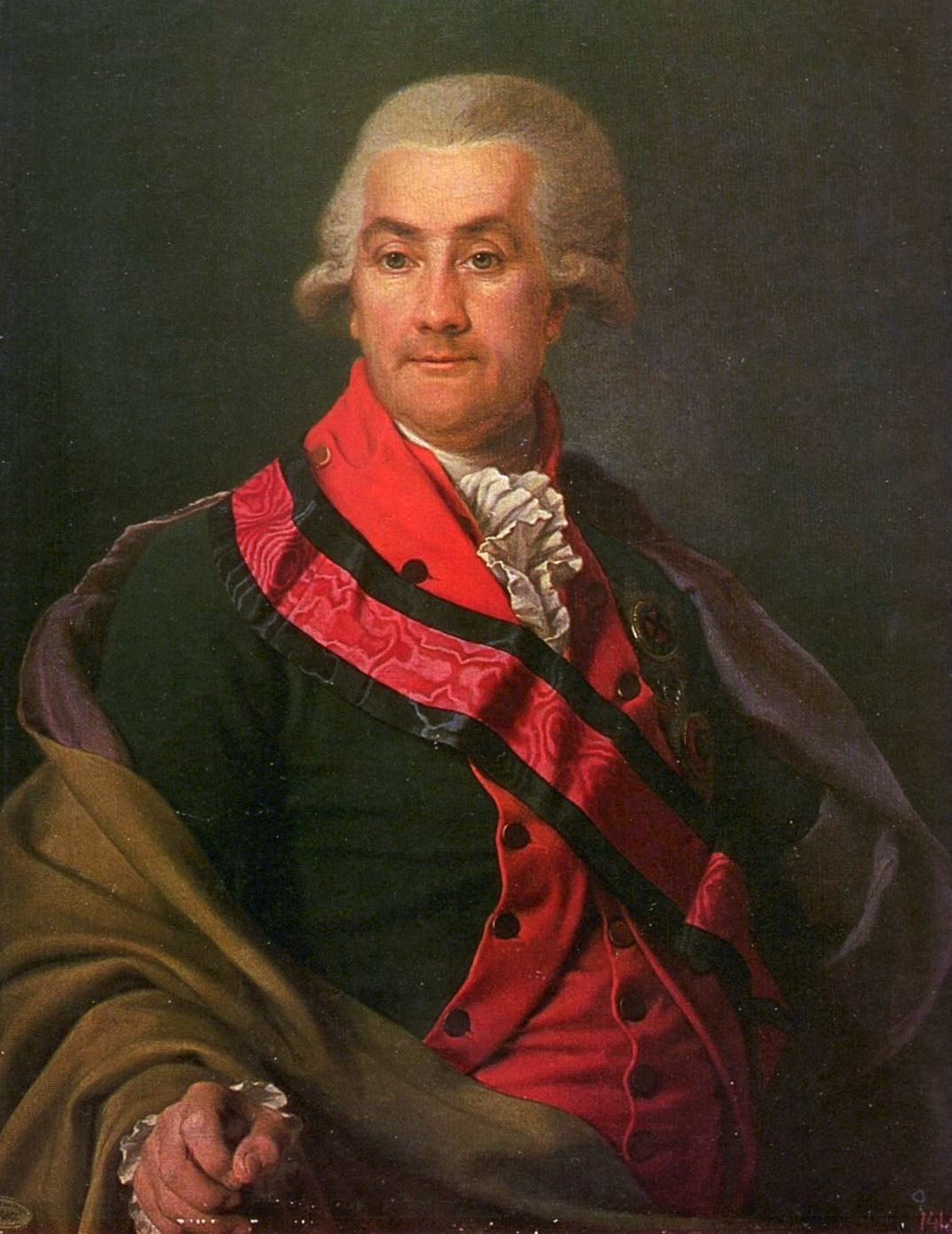
Otto Heinrich von Igelström (1737-1823)

La famille von Igelström, ou von Igelstroem, est une famille de la noblesse balte d'origine suédoise qui s'est illustrée au service de l'Empire russe.

## Historique
La famille descend d'un colonel suédois de Westrogothie, Harald Bengtsson (1604-1677), descendant d'une famille de chevalerie suédoise remontant au XIVe siècle. Il est anobli en 1645 par le roi de Suède en recevant le nom d'Igelström. Ses descendants possèdent des domaines seigneuriaux en Livonie suédoise, puis en Estland et en Livonie russe et sont enregistrés dans les registres des assemblées de la noblesse locale. En 1739, cinq frères Ilgeström se mettent au service du royaume de Pologne dont ils reçoivent le titre de baron. En 1792, le général-baron Otto Heinrich von Igelström (1737-1823) reçoit le titre de comte de l'Empire russe.

## Personnalités
- Harald von Ilgelström (1604-1677), ancêtre de la famille, colonel suédois, seigneur de Ropkoy, Wallikolta, Jermala, et Taubenhof
- Harald von Igelström (mort en 1678), fils du précédent, seigneur de Kerrafer, Laiwa et Ropkoy
- Baron Harald Gustav von Ingelström (1733-1804), arrière-petit-fils du précédent, seigneur de Kerrafer, Laiwa et Kabbine
- Baron Jakob Johann von Igelström (1735-1804), frère du précédent, seigneur de Uelzen, Pöcks et Neu-Schwaneburg
- Comte Otto Heinrich von Igelström (1737-1823), général de l'armée impériale russe, gouverneur militaire de Simbirsk, Oufa, puis d'Orenbourg, diplomate, seigneur d'Unnipicht et Meyershof
- Comte Alexandre von Igelström (1770-1855), général de l'armée impériale russe
- Constantin von Igelström (1799-1851) officier dékabriste